# Klaudia Konopko
Klaudia Korzeniecka (Konopko) (ur. 21 lutego 1992 w Białymstoku) – polska lekkoatletka, sprinterka. Olimpijka z Rio de Janeiro 2016.

## Kariera
Zawodniczka UKS 19 Bojary Białystok jest wielokrotną mistrzynią Polski w kategorii juniorek. Podczas mistrzostw świata juniorów młodszych (Bressanone 2009) polska sztafeta szwedzka z Konopko na drugiej zmianie zajęła 6. miejsce. Największy indywidualny sukces w jej dotychczasowej karierze to brązowy medal Europejskiego Festiwalu Młodzieży (Tampere 2009), uzyskując w finale 200 metrów wynik 24,41 przy wietrze + 2,7 m/s (aby wynik był uznany za oficjalny wiatr nie powinien przekraczać 2 m/s).
Brązowa medalistka mistrzostw Polski w sztafecie 4 x 100 metrów (2012). Rok później zdobyła złoto mistrzostw kraju w tej konkurencji.

## Rekordy życiowe
Rekordzistka Regionu Podlaskiego w biegu na 200 m.
| Konkurencja              | Data i miejsce                | Wynik |
| ------------------------ | ----------------------------- | ----- |
| bieg na 100 metrów       | 1 czerwca 2016(dts) Białystok | 11,69 |
| bieg na 200 metrów       | 11 czerwca 2016 Gdańsk        | 23,38 |
| bieg na 60 metrów (hala) | 5 marca 2016 Toruń            | 7,47  |